# José María Cano
José María Cano Andrés és un cantant, compositor i productor espanyol, nascut a Madrid el 21 de febrer de 1959. Va començar la carrera d'Arquitectura i Econòmiques (on va conèixer Ana Torroja). El 1980, es va unir amb el seu germà menor Nacho Cano i la cantant Ana Torroja per a conformar el grup Mecano.
Ha compost moltes cançons per al grup superant les autories del seu germà Nacho, entre les seves composicions que va fer que el grup tingués més èxit amb la col·laboració de la veu d'Ana Torroja, són les següents: Hijo de la luna, Aire, Mujer contra mujer, Cruz de navajas, "Eungenio" Salvador Dalí i Bailando salsa (amb la coproducció de Johnny Pacheco).
El 1992 en desintegrar-se el grup, José María va treure el seu disc com solista titulat Luna amb què poc va ser conegut principalment en la majoria dels països de parla hispana, després es va unir a Plácido Domingo, per a la col·laboració de l'òpera en la part instrumental en la seva composició. La tornada del grup Mecano el 1998, novament junts amb l'àlbum Ana, José y Nacho, per a aquest disc va compondre per al grup cançons com Otro mort, Stereosexual i Esto no es una canción.
El 1999 com a comiat el grup es va tornar a desintegrar, Ana Torroja i Nacho Cano decideixen retornar novament pel seu camí en solitari, i José María, torna a la seva tasca professional com a productor i compositor per a altres artistes.
El 2000 va sortir "José Cano", disc on destaca "Ahora tengo un novio", dedicat al seu fill.